# Tony Crane (The Merseybeats)
Anthony (Tony) Crane (Liverpool, 17 april 1945) is een Engels zanger, songwriter en gitarist. Hij was in de jaren zestig de voorman van The Merseybeats en daarna van The Merseys. In de jaren zeventig bracht hij solosingles uit.

## Biografie
Crane werd geboren in de wijk Anfield in Liverpool en zijn talent viel aan het begin van de jaren zestig op tussen de andere musici in de beatmuziek, de muziekstijl die zijn stad toen in de greep had.
Begin jaren zestig was hij de oprichter, leadzanger en gitarist van The Merseybeats. Hij schreef verschillende nummers voor de band. Na het uiteenvallen ervan ging hij vanaf ca. 1965 verder in het duo The Merseys. In de jaren zeventig hield hij de naam van The Merseybeats levend als een retro-act en bleef hij de herinnering aan de band levend houden tot en met na de eeuwwisseling.
Daarnaast bracht hij in het midden van de jaren zeventig enkele solosingles uit die ook in het buitenland verschenen, zoals in België en Duitsland. Verder verscheen nog een coveralbum van Elvis-nummers.
Zijn stem had overeenkomsten met die van Paul McCartney. Zijn songteksten en gitaarstijl waren pittig voor die tijd, enigszins vergelijkbaar met, maar nog wel verfijnder dan Gerry Marsden van Gerry & the Pacemakers.

## Discografie als solo-artiest
Singles
- 1974: American dream / Julie
- 1975: I just ain't good enough for you / No way

Album
- 1978: Tony Crane sings Elvis Presley